# Northiam
Northiam is een civil parish in het bestuurlijke gebied Rother, in het Engelse graafschap East Sussex met 2083 inwoners.